# Adi Ezroni
Adi Ezroni (hebräisch עדי עזרוני; * 16. November 1978 in Herzlia) ist eine israelische Regisseurin, Filmproduzentin und Fernsehmoderatorin.

## Leben und Karriere
Ezroni wurde in Herzlia geboren. Nach ihrem Schulabschluss leistete sie ihren Militärdienst in den IDF als Ausbilderin für Kampfmedizinerinnen. Sie begann ihre Karriere als Moderatorin beim israelischen Kinderkanal Arutz HaYeladim, wo sie bis 2003 Hauptsendungen moderierte. 2010 produzierte sie im Film Holly als Produzentin tätig. Außerdem produzierte sie All Nighter. 2022 trat Ezroni dem Candle Media-Tochterunternehmen Faraway Road Productions als Leiterin für Produktion und kreative Entwicklung bei.

## Filmografie
Als Produzentin
- 2006: Holly
- 2009: Redlight
- 2014: Kelly & Cal
- 2016: The Runaround
- 2017: Saturday Church
- 2019: The Sound of Silence
- 2020: Save Yourselves!
- 2023: Tatami

Als Regisseurin
- 2009: Redlight